# Championnat d'Albanie de football 2013-2014
Navigation
Édition précédente Édition suivante
La saison 2013-2014 de Kategoria Superiore (ou Super Ligue Albanaise) est la soixante-quinzième édition du championnat d'Albanie de football et la seizième saison sous son nom actuel.
La saison débute le 31 août 2013 et se termine le 4 mai 2014. Les douze meilleures équipes du pays sont regroupées au sein d'une poule unique où elles s'affrontent toutes deux fois au cours de la saison. À la fin du championnat les quatre derniers du classement sont relégués et remplacés par les quatre meilleurs clubs de Kategoria e parë. Triple champion sortant, Skënderbeu Korçë tente de défendre son titre contre les onze autres équipes dont les promus KS Lushnja et Partizan Tirana. En fin de saison, pour faire passer le championnat de 12 à 10 formations, les quatre derniers du classement sont relégués et remplacés par les deux meilleurs clubs de Kategoria e paë, la deuxième division albanaise.
C'est le KF Skënderbeu Korçë, tenant du titre, qui remporte à nouveau la compétition cette saison après avoir terminé en tête du classement final, avec quatre points d'avance sur le FK Kukësi et sept sur le duo KF Laçi-KS Teuta Durrës. Il s'agit du cinquième titre de champion d'Albanie de l'histoire du club, le quatrième consécutif.

## Participants
| \| Besa Bylis Flamurtari Kastrioti Kukësi Laçi Lushnja Partizan · Tirana Skënderbeu Teuta Vllaznia \| Localisation des clubs engagés dans le championnat. |
| Besa Bylis Flamurtari Kastrioti Kukësi Laçi Lushnja Partizan · Tirana Skënderbeu Teuta Vllaznia                                                           |

Légende des couleurs
- Deuxième tour de qualification de la Ligue des Champions 2013-2014
- Premier tour de qualification de la Ligue Europa 2013-2014
- Promu de Kategoria e parë

| Club                | Se maintient depuis | Classement 2012-2013 | Entraîneur            | Depuis | Stade                         | Capacité théorique |
| ------------------- | ------------------- | -------------------- | --------------------- | ------ | ----------------------------- | ------------------ |
| KS Besa Kavajë      | 2012                | 9                    | Artan Mërgjyshi       | 2013   | Stade Besa                    | 9 000              |
| KS Bylis Ballshi    | 2010                | 10                   | Ndubuisi Egbo         | 2013   | Stade Adush-Muça              | 5 200              |
| KS Flamurtari Vlorë | 2006                | 4                    | Ernest Gjoka          | 2012   | Stade Flamurtari              | 13 000             |
| KS Kastrioti Krujë  | 2009                | 8                    | Nevil Dede            | 2014   | Stade Kastrioti               | 10 000             |
| FK Kukësi           | 2012                | 2                    | Sulejman Starova      | 2014   | Stade Zeqir-Ymeri             | 10 000             |
| KF Laçi             | 2009                | 7                    | Stavri Nica           | 2013   | Stade Laçi                    | 11 000             |
| KS Lushnja          | 2013                | 1 (Kep)              | Artan Bano            | 2011   | Stade Abdurrahman-Roza-Haxhiu | 12 000             |
| KF Partizan Tirana  | 2013                | 2 (Kep)              | Shpëtim Duro          | 2014   | Stade Qemal-Stafa             | 20 000             |
| KF Skënderbeu Korçë | 2009                | 1                    | Mirel Josa            | 2012   | Stade Skënderbeu              | 12 000             |
| KS Teuta Durrës     | 1962                | 3                    | Ilir Biturku          | 2014   | Stade Niko-Dovana             | 13 000             |
| KF Tirana           | 1930                | 5                    | Gugash Magani         | 2013   | Stade Selman-Stërmasi         | 12 500             |
| KS Vllaznia Shkodër | 1958                | 6                    | Derviš Hadžiosmanović | 2014   | Stade Loro-Boriçi             | 19 000             |

## Compétition

### Classement
Le classement est établi sur le barème de points classique (victoire à 3 points, match nul à 1, défaite à 0). Pour départager les égalités, on tient d'abord compte de la différence de buts générale, puis du nombre de buts marqués, puis des confrontations directes et enfin si la qualification ou la relégation est en jeu, les deux équipes jouent une rencontre d'appui sur terrain neutre.
| Rang | Équipe                  | Pts | J  | G  | N  | P  | Bp | Bc | Diff |
| ---- | ----------------------- | --- | -- | -- | -- | -- | -- | -- | ---- |
| 1    | 'KF Skënderbeu Korçë'T  | 61  | 33 | 18 | 7  | 8  | 52 | 32 | +20  |
| 2    | FK Kukësi               | 57  | 33 | 16 | 9  | 8  | 46 | 34 | +12  |
| 3    | KF Laçi                 | 54  | 33 | 16 | 6  | 11 | 41 | 28 | +13  |
| 4    | KS Teuta Durrës         | 54  | 33 | 14 | 12 | 7  | 46 | 35 | +11  |
| 5    | KF Partizan TiranaP     | 53  | 33 | 15 | 8  | 10 | 33 | 26 | +7   |
| 6    | KF Tirana               | 50  | 33 | 14 | 8  | 11 | 36 | 31 | +5   |
| 7    | KS Flamurtari VlorëC -3 | 48  | 33 | 14 | 9  | 10 | 45 | 39 | +6   |
| 8    | KS Vllaznia Shkodër     | 45  | 33 | 12 | 9  | 12 | 41 | 36 | +5   |
| 9    | KS Besa Kavajë -3       | 39  | 33 | 11 | 9  | 13 | 34 | 32 | +2   |
| 10   | KS Kastrioti Krujë      | 29  | 33 | 8  | 5  | 20 | 26 | 46 | -20  |
| 11   | KS Lushnja P            | 26  | 33 | 7  | 5  | 21 | 32 | 59 | -27  |
| 12   | KS Bylis Ballshi        | 24  | 33 | 5  | 9  | 19 | 20 | 54 | -34  |

|  | Qualification pour la Ligue des champions de l'UEFA 2014-2015           |
|  | Qualification pour la Ligue Europa 2014-2015                            |
|  | Relégation directe en deuxième division                                 |
|  | T : Tenant du titre C : Vainqueur de la Coupe d'Albanie P : Promu de D2 |

### Résultats
| Résultats (▼dom., ►ext.) | BBa | Teu | BKa | Skë | Kas | Kuk | Laç | Lus | Vll | Tir | Par | Fla | BBa | Teu | BKa | Skë | Kas | Kuk | Laç | Lus | Vll | Tir | Par | Fla |
| KS Bylis Ballshi         |     | 2-2 | 3-0 | 1-0 | 1-0 | 1-1 | 1-0 | 1-1 | 0-0 | 0-1 | 1-0 | 0-0 |     |     | 0-3 |     |     |     | 0-0 | 0-3 |     | 0-3 |     |     |
| KS Teuta Durrës          | 2-1 |     | 0-1 | 1-1 | 1-2 | 2-1 | 2-1 | 6-2 | 3-2 | 2-0 | 1-1 | 2-1 |     |     | 1-0 | 2-1 | 1-0 |     |     |     |     | 1-1 | 3-1 |     |
| KS Besa Kavajë           | 2-1 | 2-2 |     | 1-1 | 1-0 | 2-0 | 2-2 | 1-1 | 1-0 | 1-0 | 0-1 | 2-0 |     |     |     |     | 1-1 | 0-1 | 0-0 | 3-0 | 0-0 |     |     | 3-1 |
| KF Skënderbeu Korçë      | 2-1 | 1-1 | 1-0 |     | 2-0 | 1-3 | 2-1 | 2-0 | 2-1 | 1-0 | 3-0 | 2-0 | 3-0 |     | 1-0 |     | 3-1 | 3-3 | 1-2 |     |     | 2-3 |     |     |
| KS Kastrioti Krujë       | 2-1 | 0-0 | 2-1 | 0-1 |     | 0-1 | 0-2 | 2-0 | 3-2 | 0-0 | 0-2 | 0-0 | 3-0 |     | 2-1 |     |     |     |     | 2-1 | 2-4 | 2-3 |     |     |
| FK Kukësi                | 0-0 | 0-0 | 1-1 | 1-1 | 1-0 |     | 1-0 | 1-0 | 0-3 | 2-1 | 0-1 | 3-2 |     | 3-0 |     |     | 2-1 |     | 1-1 | 4-1 | 1-1 |     |     | 4-2 |
| KF Laçi                  | 1-0 | 2-1 | 1-0 | 2-2 | 1-0 | 1-2 |     | 3-1 | 3-0 | 1-0 | 1-0 | 1-0 |     | 1-0 |     |     | 6-0 |     |     | 1-0 | 0-2 |     | 2-0 | 0-1 |
| KS Lushnja               | 2-0 | 1-1 | 1-0 | 0-1 | 0-0 | 1-0 | 1-0 |     | 1-1 | 2-1 | 2-0 | 2-4 |     | 0-2 |     | 2-4 |     |     |     |     | 0-2 |     | 2-4 | 2-3 |
| KS Vllaznia Shkodër      | 1-1 | 1-1 | 0-0 | 1-3 | 2-1 | 1-2 | 3-0 | 2-0 |     | 2-0 | 1-1 | 0-1 | 3-0 | 1-2 |     | 1-0 |     |     |     |     |     |     | 0-1 | 1-0 |
| KF Tirana                | 1-0 | 0-0 | 2-1 | 0-2 | 1-0 | 3-1 | 0-0 | 1-0 | 1-1 |     | 1-0 | 0-2 |     |     | 3-0 |     |     | 1-2 | 2-0 | 1-0 | 2-1 |     |     |     |
| KF Partizan Tirana       | 2-2 | 3-0 | 3-1 | 0-0 | 1-0 | 0-0 | 2-1 | 2-0 | 0-1 | 1-0 |     | 0-0 | 2-0 |     | 1-0 | 1-2 | 1-0 | 1-0 |     |     |     | 1-1 |     |     |
| KS Flamurtari Vlorë      | 2-2 | 2-0 | 1-4 | 2-1 | 0-1 | 2-1 | 1-1 | 4-3 | 3-1 | 1-1 | 1-0 |     | 3-0 | 0-0 |     | 1-0 |     |     |     |     |     | 2-2 | 0-0 |     |

## Bilan de la saison
| Championnat d'Albanie de football 2013-2014 |                                |
| Champion                                    | KF Skënderbeu Korçë (5e titre) |
| Coupes et trophées                          |                                |
| Vainqueur de la Coupe d'Albanie 2013-2014   | KS Flamurtari Vlorë            |
| Qualifications continentales                |                                |
| Ligue des champions 2014-2015               | KF Skënderbeu Korçë            |
| Ligue Europa 2014-2015                      | KS Flamurtari Vlorë            |
| Ligue Europa 2014-2015                      | FK Kukësi                      |
| Ligue Europa 2014-2015                      | KF Laçi                        |
| Promotions et relégations                   |                                |
| Promus en Kategoria Superiore               | KS Elbasani                    |
| Promus en Kategoria Superiore               | KS Apolonia Fier               |
| Relégués en Kategoria e parë                | KS Besa Kavajë                 |
| Relégués en Kategoria e parë                | KS Kastrioti Krujë             |
| Relégués en Kategoria e parë                | KS Lushnja                     |
| Relégués en Kategoria e parë                | KS Bylis Ballshi               |

## Statistiques individuelles

### Classement des buteurs
| Rang | Joueur           | Club             | Buts |
| ---- | ---------------- | ---------------- | ---- |
| 1    | Pero Pejić       | Skënderbeu Korçë | 19   |
| 2    | Sokol Cikalleshi | FK Kukësi        | 17   |
| 3    | Tomislav Bušić   | Vllaznia Shkodër | 13   |
| 3    | Fatjon Sefa      | Besa Kavajë      | 13   |
| 5    | Daniel Xhafaj    | Teuta Durrës     | 12   |

### Liste descoups du chapeau
| Joueur              | Équipe       | Adversaire | Score | Date       |
| ------------------- | ------------ | ---------- | ----- | ---------- |
| Joel Apezteguía (4) | Teuta Durrës | KS Lushnja | 6-2   | 02/02/2014 |
| Fatjon Sefa         | Besa Kavajë  | KS Lushnja | 3-0   | 26/04/2014 |
| Sokol Cikalleshi    | FK Kukësi    | KS Lushnja | 4-1   | 04/05/2014 |